# Jesús Hervella
Jesús Hervella García (Palencia, 4 de agosto de 1925-Ibidem, 29 de abril de 2009) fue un ingeniero industrial, empresario y político español.

## Biografía
Ingeniero industrial, doctorado por la Escuela Técnica Superior de Ingeniería (ICAI) —dependiente después de la Universidad Pontificia de Comillas—, fue fundador y presidente de una empresa de suministros eléctricos. Se incorporó a Unión de Centro Democrático (UCD) durante la Transición política y fue elegido en dos ocasiones, 1977 y 1979, diputado al Congreso por la circunscripción de Palencia. Como diputado, formó parte de la Asamblea de Parlamentarios que inició el proceso autonómico en Castilla y León y fue consejero de Industria y Energía en el órgano preautonómico, el Consejo General de Castilla y León. En la cámara baja también fue vicepresidente primero de la Comisión de Economía del Congreso (1979-1982) y de la de Industria, Obras Públicas y Servicios (1982), así como secretario de la Comisión especial sobre el Trasvase Tajo-Segura (1978-1979). Como miembro de la Legislatura Constituyente, fue galardonado con la Orden del Mérito Constitucional. Estaba casado con la conocida catedrática de Lengua y Literatura y poetisa Casilda Ordóñez Ferrer, académica de la Institución Tello Téllez de Meneses.